# Drue Tranquill
Drue Tranquill (* 15. August 1995 in Fort Wayne, Indiana) ist ein US-amerikanischer American-Football-Spieler auf der Position des Linebackers. Er spielt seit 2023 für die Kansas City Chiefs in der National Football League (NFL).

## Frühe Jahre
Tranquill ging in seiner Geburtsstadt Fort Wayne auf die Carroll High School. Später besuchte er die University of Notre Dame. Hier erzielte er zwischen 2014 und 2018 für das Collegefootballteam 293 Tackles, elf verteidigte Pässe und 3 Interceptions.

## NFL

### Los Angeles Chargers
Tranquill wurde im NFL Draft 2019 in der vierten Runde an 130. Stelle von den Los Angeles Chargers ausgewählt. Nachdem er in der Saison 2019 überwiegend in den Special Teams eingesetzt worden war, wurde er vor der Saison 2020 zum startenden Linebacker des Teams ernannt. Am ersten Spieltag der Saison brach er sich jedoch den Knöchel, was das Saisonaus für ihn bedeutete.

### Kansas City Chiefs
Zur Saison 2023 unterschrieb Tranquill einen Vertrag bei den Kansas City Chiefs. In seinem ersten Jahr mit den Chiefs konnte er den Super Bowl LVIII gewinnen. Am 13. März 2024 unterschrieb er einen Dreijahresvertrag über 19 Millionen US-Dollar bei den Chiefs.

## Persönliches
Sein jüngerer Bruder Justin spielte im Collegefootballteam der Western Michigan University auf der Position des Safties.
Drue Tranquill ist verheiratet und hat zwei Töchter und einen Sohn.